# Трново-об-Сочі
Трново-об-Сочі (словен. Trnovo ob Soči) — поселення на правому березі річки Соча  в общині Кобарід, Регіон Горишка, Словенія. Висота над рівнем моря: 318,6 м.